# Гуров Олександр Васильович
Олександр Васильович Гуров (1843—1921 (за іншими даними 1919)) — український геолог, професор Харківського університету (з 1888) і Харківського технологічного інституту (з 1887).

## Життєпис
Освіту здобув у 1867 на природничому відділенні фізико-математичного факультету Харківського університету зі ступенем кандидата природничих наук. Був залишений при університеті для підготовки до професорського звання.
З 1867 по 1873 Гуров проводив геологорозвідувальні роботи на Донбасі, під його керівництвом при бурінні першої свердловини в 1875 у м.Бахмут була знайдена кам'яна сіль. Протягом 1873—1875 проходив стажування в Парижі й Лондоні. Після повернення із закордонної поїздки уперше в університеті застосував мікроскопічний метод для вивчення гірських порід й скам'янілостей. Створив геологічний кабінет.
У 1882 Гуров захистив магістерську дисертацію «До геології Катеринославської і Харківської губерній», а у 1888 — докторську дисертацію «Геологічний опис Полтавської губернії».
Вивчав геологічну будову, гідрогеологію та корисні копалини України. У своїх перших роботах Гуров значно розширив палеонтологічну характеристику верхньоюрських відкладів північно-західної окраїни Донбасу, істотно уточнив і деталізував їх стратиграфічне розчленування. У магістерській дисертації провів розділення кам'яновугільних відкладів Донбасу на два відділи: нижній і верхній, причому у верхньому виділив два яруси: софіївський з головними вугільними шарами й дружківський, що відрізняється перехідним пермсько-карбоновим характером.
Значний внесок Гурова у вивчення геморфологічної будови України. Так у Придніпров'ї він виділив Придніпровську низовину, яка за його дослідженнями була сформована діяльністю рік і льодовика, що, проникав з півночі на територію України двічі.
З ним пов'язують буріння в Харкові на власні кошти першої в Росії глибокої артезіанської свердловини (близько 600 м) на підкрейдову артезіанську воду. Ця свердловина функціонувала до радянсько-німецької війни і забезпечувала місто десятиліттями питною водою.